# Heitor Dhalia
Heitor Dhalia (Recife, 18 de janeiro de 1970) é um diretor de cinema, roteirista e produtor cinematográfico brasileiro, conhecido por sua versatilidade em transitar por diferentes gêneros e formatos, tanto no cinema quanto na televisão e no streaming. Entre seus trabalhos de maior destaque estão os longas-metragens Nina (2004), O Cheiro do Ralo (2006), À Deriva (2009) e Serra Pelada (2013), além das séries de sucesso Arcanjo Renegado (2020) e DNA do Crime (2023). Dhalia iniciou sua carreira na publicidade antes de migrar para o cinema e é co-fundador da produtora Paranoïd Filmes.

## Biografia

### Primeiros Anos e Formação
Nascido no Recife, capital de Pernambuco, em 18 de janeiro de 1970, Heitor Dhalia passou sua infância e adolescência na cidade, onde desenvolveu interesse precoce por teatro e cinema. Cursou Jornalismo na Universidade Federal de Pernambuco (UFPE). Durante sua formação, vivenciou a efervescência cultural do Recife, que revelaria uma nova geração de cineastas nos anos seguintes, embora sua trajetória inicial o tenha levado para outros caminhos antes de se consolidar no cinema.

### Carreira na Publicidade
Aos 21 anos, Dhalia começou a trabalhar em agências de publicidade no Recife como redator. Em 1993, aos 23 anos, mudou-se para São Paulo, onde construiu uma sólida carreira no mercado publicitário. Trabalhou em renomadas agências como DPZT, Talent, DM9 e Young & Rubicam (Y&R), criando e produzindo mais de uma centena de filmes publicitários e conquistando diversos prêmios no setor. Dhalia descreve sua passagem pela publicidade como um período de aprendizado focado no "acabamento, no refinamento estético e visual", habilidades que posteriormente influenciaram sua linguagem cinematográfica.

### Transição para o Cinema e Primeiros Trabalhos
Apesar do sucesso na publicidade, Dhalia almejava trabalhar com cinema. Sua estreia na área ocorreu em 1999, como assistente de direção de Aluízio Abranches no longa-metragem Um Copo de Cólera. No mesmo ano, co-dirigiu com Renato Ciasca e roteirizou o curta-metragem Conceição. O curta, filmado em Pernambuco, narra a história de duas prostitutas que se apaixonam por vestidos de noiva em uma vitrine e pedem a dois bandidos para roubá-los. Conceição foi premiado em festivais, incluindo o Miami Brazilian Film Festival (Melhor Diretor de Curta-Metragem) e o Festival de Cinema de Gramado (Melhor Trilha Sonora). Em 2002, Dhalia foi co-roteirista, novamente com Aluízio Abranches, do filme As Três Marias.

### Consolidação como Diretor e Roteirista
A estreia de Heitor Dhalia na direção de longas-metragens aconteceu em 2004 com Nina. O filme, estrelado por Guta Stresser e Myrian Muniz, é livremente inspirado no romance Crime e Castigo de Fiódor Dostoiévski, transportando o drama para um universo visualmente impactante, com o uso de animações do quadrinista Lourenço Mutarelli. Dhalia buscou uma atmosfera universal e atemporal, explorando a psique de uma jovem oprimida que classifica os homens entre "ordinários" e "extraordinários". Nina recebeu reconhecimento internacional, incluindo o prêmio de Melhor Diretor no New York LaCinemaFe e Menção Especial da Crítica no Festival Internacional de Cinema de Moscou.
Seu segundo longa, O Cheiro do Ralo, lançado em 2006, consolidou Dhalia como um nome proeminente no cinema brasileiro contemporâneo. Baseado no romance homônimo de Lourenço Mutarelli, o filme é estrelado por Selton Mello no papel de Lourenço, o dono de uma loja de penhores que compra objetos usados de pessoas em dificuldades financeiras e desenvolve uma obsessão pelo "cheiro do ralo" e pela nádega de uma garçonete. A obra foi aclamada pela crítica por sua originalidade, humor ácido e pela atuação de Mello. A adaptação cinematográfica buscou traduzir a linguagem híbrida do romance, incorporando elementos da sociologia, filosofia, história e psicologia na construção do personagem e em suas relações sociais e históricas. O Cheiro do Ralo conquistou importantes prêmios, como o Prêmio Especial do Júri no Festival do Rio, Melhor Filme pela Crítica e pelo Júri Internacional na Mostra Internacional de Cinema de São Paulo, e foi selecionado para a competição World Cinema Dramatic do Sundance Film Festival em 2007, onde foi indicado ao Grande Prêmio do Júri.
Em 2009, Dhalia lançou À Deriva, um drama intimista sobre o fim de um casamento e o despertar sexual de uma adolescente durante férias em Búzios nos anos 1980. O filme, estrelado por Vincent Cassel, Débora Bloch e a estreante Laura Neiva, foi selecionado para a mostra "Un Certain Regard" do Festival de Cannes de 2009, um marco em sua carreira. A crítica destacou a maturidade do diretor, a sensibilidade na abordagem dos temas e as atuações do elenco.

### Experiência Internacional
Em 2012, Dhalia dirigiu seu primeiro longa-metragem em Hollywood, o thriller Gone (distribuído no Brasil como 12 Horas), estrelado por Amanda Seyfried. A experiência, no entanto, foi publicamente descrita por Dhalia como frustrante devido à falta de controle criativo e às imposições do sistema de estúdio. Ele afirmou que o filme "não era seu" e que os produtores estavam mais focados em pré-vendas do que na qualidade artística. Gone teve uma recepção crítica majoritariamente negativa e um desempenho modesto nas bilheterias, arrecadando cerca de US$ 18,1 milhões mundialmente, com um orçamento estimado em US$ 19 milhões.

### Retorno ao Brasil e Projetos de Destaque
De volta ao Brasil, Dhalia dirigiu Serra Pelada (2013), um drama épico sobre a corrida do ouro no famoso garimpo paraense nos anos 1980. O filme, estrelado por Juliano Cazarré, Júlio Andrade, Wagner Moura e Sophie Charlotte, abordou temas como ambição, violência e a amizade em um ambiente hostil. A produção enfrentou desafios, incluindo a recriação do garimpo em São Paulo. O filme foi bem recebido no Brasil e posteriormente adaptado para uma minissérie de quatro capítulos, Serra Pelada, a Saga do Ouro, exibida pela Rede Globo em 2014, com direção geral de Dhalia e roteiro co-escrito com Vera Egito.
Em 2017, lançou seu primeiro documentário, On Yoga: The Architecture of Peace. Baseado no livro homônimo do fotógrafo Michael O'Neill, o filme acompanha O'Neill em sua jornada entrevistando mestres de ioga ao redor do mundo. Produzido por Paranoïd Filmes, O'Neill e Urso Filmes, o documentário contou com a participação de figuras como Deepak Chopra e Moojibaba. O filme foi reconhecido por sua qualidade técnica, recebendo prêmios de Melhor Fotografia da Associação Brasileira de Cinematografia (ABC) e no Imago International Awards.
Dando continuidade à sua exploração de diferentes linguagens, Dhalia adaptou a graphic novel Tungstênio de Marcelo D'Salete para o cinema em 2018. O filme, com roteiro de Marçal Aquino, Fernando Bonassi e Marcelo Quintanilha, entrelaça as histórias de quatro personagens em Salvador, Bahia, a partir de um crime ambiental. A crítica destacou a estética visual do filme, com uso de enquadramentos e cores que remetem aos quadrinhos, embora alguns apontassem um desequilíbrio entre a força visual e o desenvolvimento dos personagens.
Em 2019 (lançado comercialmente em 2021), Dhalia dirigiu Anna, um drama psicológico que explora temas de assédio moral e sexual em um ambiente de criação artística teatral. O filme mergulha na psique de uma atriz que, ao se preparar para o papel de Ofélia, vê as fronteiras entre realidade e imaginação se esvaírem.

### Sucesso em Séries de Streaming
A partir de 2020, Heitor Dhalia expandiu significativamente sua atuação para o formato de séries, especialmente para plataformas de streaming, alcançando grande sucesso de público e crítica.
Em 2020, dirigiu episódios e atuou como produtor executivo da série Todxs Nós, uma produção da HBO que aborda questões de gênero e sexualidade.[carece de fontes?]
No mesmo ano, iniciou sua parceria com o Globoplay e o AfroReggae Audiovisual com a série Arcanjo Renegado (2020-presente). Criada por José Júnior, a série, da qual Dhalia dirigiu a primeira e segunda temporadas, acompanha um sargento do BOPE no Rio de Janeiro. A produção foi elogiada pela qualidade da ação, atuações e por integrar o chamado "Afroverso", um universo compartilhado de produções do AfroReggae. Uma quarta temporada já foi confirmada.
Em 2023, Dhalia alcançou projeção internacional como criador e diretor geral da série DNA do Crime, uma produção da Netflix e Paranoïd Filmes. Inspirada em crimes reais na fronteira Brasil–Paraguai, a série policial tornou-se um fenômeno global, sendo a primeira série de ação brasileira a alcançar o primeiro lugar no Top 10 Global de séries de língua não inglesa da Netflix. A segunda temporada foi confirmada para lançamento em 4 de junho de 2025.
Em 2024, dirigiu a série O Jogo que Mudou a História para o Globoplay. Também criada por José Júnior, a produção explora a gênese das facções criminosas no Rio de Janeiro durante os anos 1970. A série foi elogiada pela crítica por sua produção meticulosa, roteiro bem elaborado e a representação visceral da violência e das dinâmicas de poder.

### Outros Trabalhos Relevantes
Ao longo de sua carreira, Dhalia também dirigiu a minissérie O Caçador (2014) para a Rede Globo, estrelada por Cauã Reymond, que recebeu críticas positivas e boa audiência.[carece de fontes?] Em 2019, lançou o documentário Em Busca da Cerveja Perfeita, onde explora o universo da cerveja artesanal. Seu filme mais recente, Invisíveis (The Ballad of a Hustler) (2023), uma co-produção Brasil/EUA filmada em Nova Iorque, foi selecionado para a mostra Panorama Mundial do Festival do Rio de 2023.

### Paranoïd Filmes
Heitor Dhalia é co-fundador, junto com Egisto Betti, da produtora Paranoïd Filmes (originalmente Paranoid BR), estabelecida em 2009. A empresa tem uma atuação diversificada, produzindo conteúdo para publicidade, cinema, televisão e plataformas de streaming, sendo responsável por muitos dos projetos de Dhalia, bem como de outros diretores. Dhalia descreve sua abordagem como a de um "artista empreendedor", tendo investido recursos próprios no início de sua carreira cinematográfica e buscando um modelo de produção independente e dinâmico. Essa postura reflete a menção de que ele "montou uma cooperativa de cinema e adotou modelo raro de produção independente", interpretada mais como uma filosofia de trabalho colaborativo e de risco compartilhado dentro de sua produtora do que uma cooperativa formal.

## Estilo de Direção, Temática e Influências
O trabalho de Heitor Dhalia é marcado por um forte apuro estético, possivelmente herdado de sua extensa carreira na publicidade, onde o "acabamento visual" é primordial. Ele se define como um "esteta" e seus filmes frequentemente exibem uma direção de arte e fotografia cuidadosas, como observado em Nina e Tungstênio.
Tematicamente, Dhalia demonstra um interesse recorrente pela natureza humana, pelas complexidades psicológicas de seus personagens e por dramas que exploram relações interpessoais em crise, como em O Cheiro do Ralo, À Deriva e Anna. Ele transita com fluidez por diferentes gêneros, desde o drama psicológico e o thriller até o épico de ação e o documentário.
Uma característica notada por críticos e acadêmicos é a forma como Dhalia se posiciona em relação à identidade regional nordestina. Enquanto seu curta Conceição é profundamente enraizado em Recife, com locações, atores e narrativa locais (embora já com uma estética influenciada pela publicidade), seus longas-metragens, em geral, tendem a buscar uma universalidade temática e estética, afastando-se dos marcadores culturais fortes que caracterizam parte da produção de outros cineastas pernambucanos de sua geração, como os ligados ao movimento "Árido Movie". Sua obra dialoga mais com um modelo de produção industrial, o "cinemão", que visa um alcance de público mais amplo, sem abdicar de uma assinatura autoral.
Entre suas influências, Dhalia cita nomes canônicos do cinema e da literatura mundial como Stanley Kubrick, Akira Kurosawa e William Shakespeare. Ele também acompanha e valoriza a diversidade da produção audiovisual brasileira contemporânea, incluindo a vanguarda da produção pernambucana e a influência de linguagens periféricas como o funk.
Dhalia frequentemente colabora com os mesmos profissionais, como os roteiristas Marçal Aquino e Vera Egito, e atores como Selton Mello e Wagner Moura.

## Filmografia

### Diretor
| Ano       | Título                               | Formato                | Observações                                      |
| --------- | ------------------------------------ | ---------------------- | ------------------------------------------------ |
| 1988      | A Pantomima da Morte                 | Curta-metragem (vídeo) | Também roteirista                                |
| 1999      | Conceição                            | Curta-metragem         | Co-dirigido com Renato Ciasca; também roteirista |
| 2004      | Nina                                 | Longa-metragem         | Também roteirista                                |
| 2006      | O Cheiro do Ralo                     | Longa-metragem         | Também roteirista                                |
| 2009      | À Deriva                             | Longa-metragem         | Também roteirista                                |
| 2012      | Gone (12 Horas)                      | Longa-metragem         | Produção norte-americana                         |
| 2013      | Thiago Pethit: Moon                  | Videoclipe             | [ 32 ]                                           |
| 2013      | Serra Pelada                         | Longa-metragem         | Também roteirista                                |
| 2014      | O Caçador                            | Minissérie de TV       | 13 episódios; direção geral                      |
| 2014      | Serra Pelada, a Saga do Ouro         | Minissérie de TV       | Adaptação do longa; direção geral                |
| 2017      | On Yoga: The Architecture of Peace   | Documentário           | Longa-metragem                                   |
| 2018      | Tungstênio                           | Longa-metragem         |                                                  |
| 2019      | Em Busca da Cerveja Perfeita         | Documentário           | Longa-metragem                                   |
| 2019      | Anna (lançado em 2021)               | Longa-metragem         | Também roteirista e produtor                     |
| 2020–2022 | Arcanjo Renegado                     | Série de TV            | Direção geral (Temporadas 1 e 2)                 |
| 2020      | Todxs Nós                            | Série de TV            | Diretor de episódios                             |
| 2023      | DNA do Crime                         | Série de TV            | Criador e Diretor Geral (Temporada 1)            |
| 2023      | Invisíveis (The Ballad of a Hustler) | Longa-metragem         | [ 27 ]                                           |
| 2024      | O Jogo que Mudou a História          | Série de TV            | Direção geral                                    |
| 2025      | DNA do Crime (Temporada 2)           | Série de TV            | Diretor Geral; estreia prevista para 2025        |

### Roteirista
| Ano  | Título                       | Formato                | Observações                            |
| ---- | ---------------------------- | ---------------------- | -------------------------------------- |
| 1988 | A Pantomima da Morte         | Curta-metragem (vídeo) | Com Henrique Amaral e Marcelo Pinheiro |
| 1999 | Conceição                    | Curta-metragem         |                                        |
| 2002 | As Três Marias               | Longa-metragem         | Co-roteirista com Aluízio Abranches    |
| 2004 | Nina                         | Longa-metragem         | Com Marçal Aquino                      |
| 2006 | O Cheiro do Ralo             | Longa-metragem         | Com Marçal Aquino                      |
| 2009 | À Deriva                     | Longa-metragem         | Com Vera Egito                         |
| 2013 | Serra Pelada                 | Longa-metragem         | Com Vera Egito                         |
| 2014 | Serra Pelada, a Saga do Ouro | Minissérie de TV       | Com Vera Egito                         |
| 2019 | Anna                         | Longa-metragem         | [ 20 ]                                 |
| 2020 | Todxs Nós                    | Série de TV            | Criador; roteirista de 8 episódios     |
| 2023 | DNA do Crime                 | Série de TV            | Criador (8 episódios)                  |

### Produtor
| Ano             | Título                             | Formato          | Observações                                            |
| --------------- | ---------------------------------- | ---------------- | ------------------------------------------------------ |
| 2006            | O Cheiro do Ralo                   | Longa-metragem   | Produtor                                               |
| 2013            | Serra Pelada                       | Longa-metragem   | Produtor                                               |
| 2014            | A Batalha da Rua Maria Antônia     | Longa-metragem   | Produtor                                               |
| 2014            | Serra Pelada, a Saga do Ouro       | Minissérie de TV | Produtor Executivo                                     |
| 2016            | Amores Urbanos                     | Longa-metragem   | Produtor Executivo (Dirigido por Vera Egito)           |
| 2017            | On Yoga: The Architecture of Peace | Documentário     | Produtor                                               |
| 2018            | Tungstênio                         | Longa-metragem   | Produtor                                               |
| 2018            | Todas as Razões Para Esquecer      | Longa-metragem   | Produtor (Dirigido por Pedro Coutinho)                 |
| 2019            | Anna                               | Longa-metragem   | Produtor                                               |
| 2020            | Todxs Nós                          | Série de TV      | Produtor Executivo (8 episódios)                       |
| 2021            | Doutor Gama                        | Longa-metragem   | Produtor                                               |
| 2022            | Quando Falta o Ar                  | Documentário     | Produtor                                               |
| 2022            | Arcanjo Renegado (Temporada 2)     | Série de TV      | Produtor (4 episódios)                                 |
| 2023            | Grande Sertão                      | Longa-metragem   | Produtor                                               |
| 2023            | A Batalha da Rua Maria Antônia     | Longa-metragem   | Produtor (Diferente do filme de 2014 com mesmo título) |
| 2023–2024       | O Jogo que Mudou a História        | Série de TV      | Produtor (10 episódios)                                |
| 2025 (previsto) | Maria e o Cangaço                  | Minissérie de TV | Produtor (6 episódios)                                 |

Nota: A filmografia lista os trabalhos mais proeminentes e pode não ser exaustiva, especialmente em relação a projetos de publicidade ou participações menores. As funções de produtor podem variar entre produtor, co-produtor e produtor executivo conforme as fontes.

## Prêmios e Indicações
Heitor Dhalia recebeu diversos prêmios e indicações ao longo de sua carreira. Abaixo uma lista selecionada:
| Ano  | Premiação                                            | Categoria                                                               | Filme                              | Resultado |
| ---- | ---------------------------------------------------- | ----------------------------------------------------------------------- | ---------------------------------- | --------- |
| 2000 | Festival de Cinema de Gramado                        | Melhor Trilha Sonora (dividido com a equipe)                            | Conceição                          | Venceu    |
| 2000 | Miami Brazilian Film Festival                        | Melhor Diretor - Curta-Metragem                                         | Conceição                          | Venceu    |
| 2004 | New York LaCinemaFe                                  | Silver Apple - Melhor Diretor                                           | Nina                               | Venceu    |
| 2004 | Festival Internacional de Cinema de Moscou           | Prêmio Especial da Crítica Russa                                        | Nina                               | Venceu    |
| 2005 | Grande Prêmio do Cinema Brasileiro                   | Melhor Roteiro Original (com Marçal Aquino)                             | Nina                               | Indicado  |
| 2006 | Festival do Rio                                      | Prêmio Especial do Júri                                                 | O Cheiro do Ralo                   | Venceu    |
| 2006 | Festival do Rio                                      | Melhor Filme Latino-Americano - FIPRESCI                                | O Cheiro do Ralo                   | Venceu    |
| 2006 | Mostra Internacional de Cinema de São Paulo          | Prêmio da Crítica - Melhor Filme                                        | O Cheiro do Ralo                   | Venceu    |
| 2006 | Mostra Internacional de Cinema de São Paulo          | Prêmio do Júri Internacional - Melhor Filme                             | O Cheiro do Ralo                   | Venceu    |
| 2007 | Sundance Film Festival                               | Grande Prêmio do Júri (World Cinema - Dramatic)                         | O Cheiro do Ralo                   | Indicado  |
| 2007 | Grande Prêmio do Cinema Brasileiro                   | Melhor Roteiro Adaptado (com Marçal Aquino)                             | O Cheiro do Ralo                   | Venceu    |
| 2007 | Grande Prêmio do Cinema Brasileiro                   | Melhor Direção                                                          | O Cheiro do Ralo                   | Indicado  |
| 2009 | Festival de Cannes de 2009                           | Prix Un Certain Regard                                                  | À Deriva                           | Indicado  |
| 2010 | Grande Prêmio do Cinema Brasileiro                   | Melhor Direção                                                          | À Deriva                           | Indicado  |
| 2013 | Festin Lisboa                                        | Melhor Filme pelo Público                                               | Serra Pelada                       | Venceu    |
| 2014 | Grande Prêmio do Cinema Brasileiro                   | Melhor Direção                                                          | Serra Pelada                       | Indicado  |
| 2014 | Grande Prêmio do Cinema Brasileiro                   | Melhor Roteiro Original (com Vera Egito)                                | Serra Pelada                       | Indicado  |
| 2017 | Prêmio ABC (Associação Brasileira de Cinematografia) | Melhor Fotografia de Documentário (Lula Carvalho)                       | On Yoga: The Architecture of Peace | Venceu    |
| 2018 | Imago International Award for Best Cinematography    | Melhor Fotografia de Documentário (Lula Carvalho)                       | On Yoga: The Architecture of Peace | Venceu    |
| 2018 | Festival de Cinema de Gramado                        | Melhor Longa-Metragem Brasileiro                                        | Tungstênio                         | Indicado  |
| 2020 | Prêmio ABC (Associação Brasileira de Cinematografia) | Melhor Direção de Fotografia Série de TV (Azul Serra & Adolpho Veloso)  | Arcanjo Renegado                   | Indicado  |
| 2021 | Prêmio Platino                                       | Melhor Criador de Série (com José Júnior)                               | Arcanjo Renegado                   | Indicado  |
| 2023 | Prêmio Produ Awards                                  | Melhor Direção - Série e Minissérie de Ação, Policial, Suspense, Terror | Arcanjo Renegado                   | Indicado  |
| 2023 | Prêmio APCA                                          | Melhor Série                                                            | DNA do Crime                       | Indicado  |
| 2024 | New York Festivals TV & Film Awards                  | Gold World Medal - Melhor Programa de Entretenimento de Crime/Ação      | DNA do Crime                       | Venceu    |
| 2024 | New York Festivals TV & Film Awards                  | Gold World Medal - Melhor Direção (com Pedro Morelli)                   | DNA do Crime                       | Venceu    |
| 2024 | Prêmio Platino                                       | Melhor Criador de Minissérie ou Telessérie Cinematográfica              | DNA do Crime                       | Indicado  |
| 2024 | Seoul International Drama Awards                     | Prêmio Especial do Júri                                                 | DNA do Crime                       | Venceu    |